# Carles II de Savoia
Carles II de Savoia o Carles Joan Amadeu de Savoia (Torí, Ducat de Savoia, avui en dia forma part del Piemont, 1490 - Moncalieri, 16 d'abril de 1496) fou el duc de Savoia entre 1490 i 1496. Era fill de Carles I de Savoia i Blanca de Montferrat. Fou net per línia paterna d'Amadeu IX de Savoia i Violant de Valois i per línia materna de Guillem III de Montferrat i Elisabet Maria Sforza. En néixer fou nomenat duc de Savoia, i hereu dels drets sobre els Regnes de Xipre, Jerusalem i Armènia, davant la imminent mort del seu pare, tenint l'autoritària regència de la seva mare Blanca de Montferrat. El 1491 rebé del seu oncle Joan II de Ginebra els drets sobre el Comtat de Ginebra. Blanca permeté el pas de les tropes del rei Carles VIII de França pel territori del ducat camí al Regne de Nàpols, patint la seva breu ocupació i així mateix traslladà la cort a la ciutat de Torí. Carles II morí el 1496 als sis anys a la població de Moncalieri al caure del seu llit. En aquells moments fou nomenat successor el seu besoncle Felip II de Savoia, deixant de banda la seva germana Violant Lluïsa de Savoia.